# Serra de Sant Jordi
La Serra de Sant Jordi és una serra situada al municipi de Sant Llorenç de la Muga a la comarca de l'Alt Empordà, amb una elevació màxima de 655 metres.